# Hexatoma (Eriocera) constricta constricta
Hexatoma (Eriocera) constricta constricta is een ondersoort van de tweevleugelige Hexatoma (Eriocera) constricta uit de familie steltmuggen (Limoniidae). De ondersoort komt voor in het Oriëntaals gebied.